# Steve Martini
Steve Martini (ur.28 lutego 1946 w San Francisco) – bestsellerowy pisarz amerykański, absolwent Uniwersytetu Kalifornijskiego, przez wiele lat pracował jako dziennikarz i korespondent prasowy, następnie po ukończeniu University of the Pacific’s McGeorge School of Law zaczął praktykować prawo. Swoją wiedzę i praktykę wykorzystuje, by tworzyć pasjonujące powieści o sensacyjnej intrydze i bez słabych punktów. Karierę pisarza rozpoczął debiutancką powieścią Niezbity dowód, w której powołał do życia swego słynnego bohatera Paula Madrianiego. Wydana w 1992 roku książka przyniosła Martiniemu sławę i uznanie. Dziś autor ma na koncie 14 powieści, z których wiele tygodniami gościło na listach bestsellerów, przysparzając mu kolejne rzesze wiernych fanów. Obok Johna Grishama jest jednym z bardziej znanych autorów thrillerów prawniczych.

## Twórczość

### Seria Paul Madriani
1. Niezbity dowód (Compelling Evidence, 1992)
2. Świadek koronny (Prime Witness, 1993)
3. Formy nacisku (Undue Influence, 1994)
4. Sędzia (The Judge, 1996)
5. Mecenas (The Attorney, 1999)
6. Projekt (The Jury, 2001)
7. Stan oskarżenia (The Arraignment, 2003)
8. Podwójne trafienie (Double Tap, 2006)
9. Shadow of Power (2008)
10. Strażnik kłamstw (Guardian of Lies, 2009)
11. The Rule of Nine (2010)
12. Trader of Secrets (2011)

### Inne
- The Simeon Chamber (1987)
- Lista	(The List, 1997)
- Masa krytyczna (Critical Mass, 1998)